# Silba bambusae
Silba bambusae är en tvåvingeart som beskrevs av Macgowan 2007. Silba bambusae ingår i släktet Silba och familjen stjärtflugor. Inga underarter finns listade i Catalogue of Life.